# Ribautiana tenerrima
Ribautiana tenerrima is een insect uit de orde halfvleugeligen (Hemiptera) en de familie dwergcicaden (Cicadellidae). De soort wordt wel bramencicade genoemd maar met deze naam wordt ook de soort Macropsis scotti aangeduid.
Het lichaam is langwerpig van vorm en het achterlijf is groen van kleur, over de vleugels lopen lichtere lengtestrepen. De vleugelpunten zijn donker gevlekt. De lichaamslengte is ongeveer 3 millimeter. 
De cicade leeft van plantensappen en is een plaag voor tuinders, voornamelijk in kassen. Hier kan het dier zich explosief vermenigvuldigen. Vooral braam en aardbei kunnen worden aangetast, maar ook framboos en andere vruchten. 
De soort komt voor in het Palearctisch, Nearctisch en Australaziatisch gebied.